# Meliá Hotels International
Meliá Hotels International est un groupe hôtelier créé en 1956 à Palma de Majorque (Îles Baléares - Espagne). Il s’agit d’un réseau d’hôtels répartis dans le monde entier, dont la majorité se trouvent en Espagne et en Amérique latine. Ils portent les marques Melia Hotels y Resorts, Grand Meliá Hotels y Resorts, ME by Melia, Tryp, Innside by Melia, Sol Hotels, Sol Melia Vacation Club et Paradisus Resort. 
Fin 2006, la chaîne Meliá Hotels International emploie plus de 33 000 personnes. Elle accueille alors 23 millions de clients à 328 hôtels dans plus de 30 pays. En 2009, le cabinet d'audit MKG classe le groupe au 14e rang du classement des groupes hôteliers au monde en nombre de chambre. Le groupe comptait alors 282 hôtels pour 71 249 chambres.

## Histoire
En 1956, à 21 ans, Gabriel Escarrer Juliá commence l’exploitation de son premier établissement, en régime de location : l’hôtel Altair, à Palma de Mallorca (Espagne). Mais ce n’est pas avant 1984, que l’entreprise devient le premier groupe hôtelier espagnol, position inchangée depuis lors, à la suite de l’acquisition des 32 hôtels de HOTASA.
En 1985, il ouvre son premier hôtel international, le Melia Bali. En 1987, il achète la chaîne Melia, s’enrichissant ainsi de 22 hôtels et rebaptisant alors l’entreprise "Sol Melia".
En 1996, la cotation en bourse de l’entreprise marque une autre étape. En 2000, Sol Meliá achète la chaîne Tryp Hoteles, entrant ainsi dans le classement des 10 premières entreprises hôtelières du monde pour ce qui est du nombre de chambres et devient leader incontestable de l’offre hôtelière urbaine espagnole et de vacances aux Caraïbes et en Amérique Latine. Au cours des dernières années, Meliá Hotels International a misé sur les ventes par Internet à travers son site web et investi en R+D+I. Le résultat est une adaptation et une amélioration de l’image et du service de toutes ses marques, ainsi que la création d’une marque d’hôtels plus moderne : ME by Melia.
Meliá Hotels International a également commencé à travailler dans le secteur immobilier à travers sa filiale Sol Melia Vacation Club.
Depuis 2011, l'entreprise familiale entreprend un nouveau départ avec un renouvellement de la marque et de son image en devenant "Melia Hotels International".

## Actionnaires
Meliá Hotels International est coté à la bourse espagnole, mais 60 % des actions appartiennent à la famille Escarrer et à des actionnaires privés. 

## Marques
Meliá Hotels International distribue ses produits à travers les marques suivantes :
- Melia Hôtels, La marque la plus emblématique et reconnue de l’entreprise. Hôtels urbains et de plage. Les hôtels Meliá se regroupent en trois sous-marques :
  - Meliá Boutique, petits hôtels ayant du charme
  - Gran Meliá, hôtels où le luxe est de mise
  - Meliá all inclusive, hôtels de vacances avec tous les services inclus
- Me by Melia, la dernière marque de l’entreprise, un pari sur la modernité.
- Tryp Hôtels, hôtels urbains très fonctionnels
- Sol Hôtels, hôtels de plage pour les familles
- Paradisus Hotels & Resorts, le luxe en forfait tout compris, de magnifiques résidences aux Caraïbes